# Anatoli Nikolajewitsch Aljabjew
Anatoli Nikolajewitsch Aljabjew (russisch Анатолий Николаевич Алябьев; * 12. Dezember 1951 in Danilkowo, Oblast Wologda, Russische SFSR, Sowjetunion; † 11. Januar 2022 in Sankt Petersburg, Russland) war ein sowjetischer Biathlet.
1979 gewann Aljabjew seinen ersten und einzigen sowjetischen Meistertitel. Bei den Olympischen Spielen 1980 in Lake Placid gewann er die Goldmedaille im Einzel über 20 Kilometer sowie in der 4-mal-7,5-Kilometer Staffel. Des Weiteren gewann er Bronze im Sprint über 10 Kilometer. Im Gesamtweltcup belegte er in der Saison 1980/1981 den zweiten Platz. Mit der Staffel gewann Aljabjew bei den Weltmeisterschaften 1981 und 1982 jeweils Bronze.
1980 wurde Aljabjew mit dem Orden des Roten Banners der Arbeit ausgezeichnet. Nach seiner aktiven Karriere arbeitete er als Biathlontrainer und trainierte von 1990 bis 1998 die russische Nationalmannschaft. Ab 1998 war er in Sankt Petersburg als Professor für Pädagogik tätig.
Anatoli Aljabjew starb am 11. Januar 2022 im Alter von 70 Jahren während der COVID-19-Pandemie in Russland an den Folgen einer SARS-CoV-2-Infektion.